# فیلم در ۲۰۰۷
در سال ۲۰۰۷ فیلم‌های مهمی نظیر جایی برای پیرمردها نیست، هری پاتر و محفل ققنوس، دزدان دریایی کارائیب: پایان جهان، ۱۳ یار اوشن، مه، من افسانه هستم، جونو، ۳۰۰، شرک ۳ و مرد عنکبوتی ۳ ساخته شد. در زیر به فروش و جوایز برخی فیلم‌ها می‌پردازیم.
منتقدان رسانه و سینما در آمریکا سال ۲۰۰۷ را به نام سال سه‌تایی‌ها خواندند؛ که اشاره دارد به فصل سینمایی تابستان ۲۰۰۴ و چندین فیلم منتشر شده در این سال که نسخه‌های قبلی شان را در این زمان منتشر کرده بودند و در سال ۲۰۰۷ دوباره بر پرده سینما ظاهر شدند. فیلم‌هایی مانند: مرد عنکبوتی ۳، قسمت سوم انیمیشن شرک، سیزده یار اوشن، رزیدنت اویل: نابودی، گنج ملی: کتاب اسرارآمیز، هری پاتر و محفل ققنوس، بیگانه علیه پرداتور: مرثیه و بورن التیماتوم و در یک حجم بزرگ‌تر به تعداد زیادی از سه‌گانه‌هایی که در این تابستان منتشر شده، از قبیل: دزدان دریایی کارائیب: پایان جهان و ساعت شلوغی ۳

## فیلم‌های پرفروش سال ۲۰۰۷
| رتبه | فیلم                             | فروش (دلار) |
| ---- | -------------------------------- | ----------- |
| ۱    | دزدان دریایی کارائیب: پایان جهان | ۹۶۰٫۹۹۶٫۴۹۲ |
| ۲    | هری پاتر و محفل ققنوس            | ۹۳۸٫۲۱۲٫۷۳۸ |
| ۳    | مرد عنکبوتی ۳                    | ۸۹۰٫۸۷۱٫۶۲۶ |
| ۴    | شرک ۳                            | ۷۹۸٫۹۵۸٫۲۶۲ |
| ۵    | تغییرشکل‌دهندگان                  | ۷۰۸٫۲۷۹٫۵۹۲ |
| ۶    | راتاتویی                         | ۶۲۱٫۴۲۶٫۰۰۸ |
| ۷    | من افسانه‌ام                      | ۵۸۵٫۳۴۹٫۰۱۰ |
| ۸    | فیلم سیمپسون‌ها                   | ۵۲۷٫۰۶۸٫۷۰۶ |
| ۹    | گنجینه ملی: کتاب اسرار           | ۴۵۷٫۳۶۴٫۶۰۰ |
| ۱۰   | ۳۰۰                              | ۴۵۶٫۰۶۸٫۱۸۱ |

## جوایز

### جوایز اسکار
- بهترین فیلم:

-جایی برای پیرمردها نیست
-تاوان
-جونو
-خون به پا خواهد شد
-مایکل کلایتن
- بهترین بازیگر نقش اول مرد:

-دنیل دی-لوئیس (خون به پا خواهد شد)
-جانی دپ (سوئینی تاد)
-ویگو مورتنسن (وعده‌های شرقی)
-جرج کلونی (مایکل کلایتن)
-تامی لی جونز (در دره الاه)
- بهترین بازیگر نقش مکمل مرد:

-خاویر باردم (جایی برای پیرمردها نیست)
-کیسی افلک (ترور جسی جین به دست رابرت فورد یاغی)
-فیلیپ سیمور هافمن (جنگ چارلی وینسون)
-هال هالبورگ (به سوی سرزمین وحشی)
-تام ویلکنسون (مایکل کلایتن)
- بهترین بازیگر نقش اول زن:

-ماریون کوتیار (مترجم)
-کیت بلانشت (الیزابت:عصر طلایی)
-جولی کریستی (دور از او)
-لورا لینی (وحشی‌ها)
-الن پگ (جونو)
- بهترین بازیگر نقش مکمل زن:

-تیلدا سوئینتون (مایکل کلایتن)
-امی رایان (کودک گمشده)
-سرشه رونان (تاوان)
-رابی دی (گنگستر آمریکایی)
-کیت بلانشت (من آنجا نیستم)
- بهترین کارگردانی:

-برادران کوئن (جایی برای پیرمردها نیست)
-پل توماس اندرسون (خون به پا خواهد شد)
-جولیان اشنیبل (اتاقک غواصی و پروانه)
-جیسون ریتمن (جونو)
-تونی گیلروی (مایکل کلایتن)
- بهترین انیمیشن سال:

## موش سرآشپز
-فصل موج سواری
-پرسپولیس

### گلدن گلوب
- درام

-بهترین فیلم درام:کفاره
-بهترین بازیگر مرد:دنیل دی لوئیس (خون به پا خواهد شد)
-بهترین بازیگر زن:جولی کریستی (همه چیز متعلق به اوست)
- کمدی یا موزیکال

-بهترین فیلم موزیکال:سوئینی تاد
-بهترین بازیگر مرد:جانی دپ (سوئینی تاد)
-بهترین بازیگر زن:ماریان کوتیار (مترجم)

## وقایع
| ماه     | روز | اتفاق | |
| ژانویه  | ۱۳  | شصت و چهارمین جشنواره گلدن گلوب: مهم‌ترین برندگان دختران رؤیایی و بابل                                                                                                | |
| ژانویه  |     | ۲۰ | میس سان شاین کوچولو به عنوان بهترین تصویر از طرف انجمن تهیه‌کنندگان آمریکا انتخاب شد |
| ژانویه  |     | ۲۲ | جایزه تمشک طلایی انتخاب دو فیلم لیتل من و غریزه اصلی ۲ بالاتر از فیلم‌هایی مثل لیدی این واتر، آر وی، د شیگی داگ و دیت مووی به‌عنوان نامزدان دریافت این جایزه |
| ژانویه  |     | ۲۳ | معرفی کاندیداهای نهایی هفتاد و نهمین جشنواره اسکار: - ۸: دختران رؤیایی - ۷: بابل - ۶: هزارتوی پن - ۶: ملکه - ۵: رفتگان |
| ژانویه  |     | ۲۸ | جایزه انجمن بازیگران نمایشی (سگ آواردز): هلن میرن برای بهترین بازیگر زن، فارست ویتاکر برای بهترین بازیگر مرد، ادی مورفی برای بهترین بازیگر نقش دوم مرد و جنیفر هودسون برای بهترین بازیگر نقش دوم زن انتخاب شدند. |
| فوریه   | ۱۵  | جوایز بافتا: جوایز مهم شامل هلن میرن به عنوان بهترین زن بازیگر و فارست ویتاکر بهترین بازیگر مرد                                                                      | |
| فوریه   |     | ۲۴ | بیسیک اینستنکت ۲ تسلط خاصی بر جایزه تمشک طلایی داشت و این شامل بردن دو جایزه بدترین تصویر و بدترین بازیگری زن (شارون استون) بود. ام نایت شیامالان برنده دو جایزه بدترین کارگردانی و بدترین بازیگر نقش دوم برای لیدی این واتر بود. بقیه جوایز شامل شاون و مارلون وایانس برای بازی در لیتل من و همچنین کامرون الکترا برای بازی در اسکیری مووی (فیلم ترسناک) ۴ و دیت مووی |
| فوریه   |     | ۲۵ | هفتاد و نهمین جشنواره اسکار: رفتگان برنده بهترین تصویر و بهترین کارگردانی (مارتین اسکورسیزی) و دو جایزه دیگر، هلن میرن (ملکه) و فارست ویتیکر (آخرین پادشاه اسکاتلند) برنده بهترین بازیگران نقش اول شدند و در حالی که جنیفر هودسون برای فیلم دختران رؤیایی (دریم گرلز) و آلان آرکین برای فیلم لیتل میس سانشاین صاحب عنوان بهترین بازیگران نقش دوم شدند.                 |
| آوریل   | ۲۵  | جشنواره ۲۰۰۷ تربیکا با پخش فیلم‌های مشهوری چون مرد عنکبوتی ۳ و سارفز آپ آغاز شد.                                                                                      | |
| مه      | ۶   | مرد عنکبوتی ۳ آخر هفته‌ای را با فروش $۱۵۱٬۱۱۶٬۵۱۶ تمام کرد که رکورد قبلی متعلق به فیلم دزدان دریایی کارائیب: صندوقچه مرد مرده را شکست .                               | |
| مه      |     | ۲۷ | چهار ماه و سه هفته و دو روز، یک فیلم رومانیایی ساخته کریستین مانگیو جایزه با ارزش نخل طلای جشنواره کن را به دست آورد. |
| ژوئن    | ۲۰  | انستیتوی فیلم آمریکا نسخه جدیدی از «صدسال، صد فیلم» را ارائه داد که در آن همشهری کین بهترین فیلم قرن لقب گرفت.                                                       | |
| سپتامبر | ۱۲  | تولیدکننده جیل گیت، جان استیوارت را به عنوان رئیس تشریفات هشتادمین جشنواره اسکار انتخاب کرد.                                                                         | |
| نوامبر  | ۵   | ۱۲ هزار نویسنده از انجمن نویسندگان آمریکا اعتصاب کردند که بر تصاویر متحرک و تولیدات تلویزیونی تأثیر گذاشت که شامل جشنواره‌های گلدن گلوب و اسکار در سال ۲۰۰۸ نیز می‌شد. | |
| دسامبر  | ۱۳  | کاندیداهای شصت و پنجمین جشنواره گلدن گلوب معرفی شدند که تاوان بیشترین شانس را در هفت نامزد دارد. جنگ چارلی ویلسون و پنج فیلم دیگر نیز هستند.                         | |

## فروش فیلم‌های انگلیسی زبان تا ۱۰ دسامبر ۲۰۰۷
| #  | عنوان                            | استودیوی سازنده    | جدول فروش    | جدول فروش     | جدول فروش    | جدول فروش    | جدول فروش   |
| #  | عنوان                            | استودیوی سازنده    | کل           | آمریکا/کانادا | جهانی        | انگلستان     | استرالیا    |
| ۱  | دزدان دریایی کارائیب: پایان جهان | والت دیزنی         | $۹۶۱٬۰۰۲٬۶۶۳ | $۳۰۹٬۴۲۰٬۴۲۵  | $۶۵۱٬۵۸۲٬۲۳۸ | $۸۱٬۴۱۵٬۶۶۴  | $۲۹٬۰۸۵٬۲۸۸ |
| ۲  | هری پاتر و محفل ققنوس            | برادران وارنر      | $۹۳۸٬۴۵۰٬۰۶۲ | $۲۹۲٬۰۰۱٬۸۱۷  | $۶۴۶٬۴۴۸٬۲۴۵ | $۱۰۱٬۳۶۰٬۹۱۱ | $۲۹٬۴۰۹٬۹۳۳ |
| ۳  | مرد عنکبوتی ۳                    | سونی               | $۸۹۰٬۸۷۱٬۶۲۶ | $۳۳۶٬۵۳۰٬۳۰۳  | $۵۵۴٬۳۴۱٬۳۲۳ | $۶۷٬۰۴۹٬۸۱۹  | $۱۹٬۶۶۷٬۴۰۳ |
| ۴  | قسمت سوم شرک                     | دریم ورکز          | $۷۹۴٬۵۶۱٬۲۲۳ | $۳۲۱٬۰۱۲٬۳۵۹  | $۴۷۳٬۵۴۸٬۸۶۴ | $۷۸٬۷۹۰٬۷۴۱  | $۲۸٬۵۰۰٬۹۸۱ |
| ۵  | تغییرشکل‌دهندگان                  | پارامونت پیکچرز    | $۷۰۲٬۹۲۷٬۰۸۷ | $۳۱۹٬۰۷۱٬۸۰۶  | $۳۸۳٬۸۵۵٬۲۸۱ | $۴۸٬۶۰۳٬۲۰۲  | $۲۳٬۸۸۵٬۸۰۳ |
| ۶  | راتاتویی                         | والت دیزنی/پیکسار  | $۶۱۲٬۱۹۰٬۴۹۳ | $۲۰۶٬۴۳۵٬۴۹۳  | $۴۰۵٬۷۵۵٬۰۰۰ | $۴۹٬۸۳۶٬۴۹۶  | $۱۳٬۲۴۰٬۵۸۷ |
| ۷  | فیلم سیمپسون‌ها                   | فوکس قرن بیستم     | $۵۲۵٬۴۶۸٬۹۳۹ | $۱۸۳٬۱۲۱٬۵۲۷  | $۳۴۲٬۳۴۷٬۴۱۲ | $۷۸٬۲۵۹٬۴۳۶  | $۲۶٬۵۱۱٬۷۷۹ |
| ۸  | من افسانه‌ام                      | برادران وارنر      | $۴۶۱٬۵۳۴٬۰۰۰ | $۲۲۸٬۰۵۵٬۶۶۲  | $۱۶۹٬۳۰۰٬۰۰۰ | $۲۱٬۹۷۴٬۷۸۰  | $۸٬۴۹۹٬۸۲۵  |
| ۹  | ۳۰۰                              | برادران وارنر      | $۴۵۶٬۰۶۸٬۱۸۱ | $۲۱۰٬۶۱۴٬۹۳۹  | $۲۴۵٬۴۵۳٬۲۴۲ | $۲۷٬۹۹۴٬۷۰۰  | $۱۲٬۳۰۴٬۰۳۱ |
| ۱۰ | اولتیماتوم بورن                  | یونیورسال استودیوز | $۴۴۱٬۸۰۲٬۹۱۵ | $۲۲۷٬۴۷۱٬۰۷۰  | $۲۱۱٬۹۷۸٬۲۹۵ | $۴۸٬۱۴۲٬۳۳۷  | $۱۸٬۳۹۶٬۴۱۰ |

در مجموع چهل و دو فیلم در سال ۲۰۰۷ بیشتر از صد میلیون دلار فروختند (رکورد متعلق به فیلم بلک بوستر) و تنها ده فیلم از مرز چهارصد میلیون که رکورد بین‌المللی بلک بوستر بود گذشتند؛ و این شکستن رکورد سال ۲۰۰۳ بود که در آن سال نه فیلم از مرز ۴۰۰ میلیون گذشته بودند.